# Independent Girl
«Independent Girl» (en español: «Chica independiente») es el primer sencillo del octavo álbum de Thomas Anders This Time, y el primero en entrar al Top 20 del chart alemán.

## Sencillos
CD-Maxi Na klar! 82876 57924 2 (BMG), 10.11.2003
1. «Independent Girl» (Radio Versión) - 3:42
2. «Independent Girl» (Versión extendida) - 4:28
3. «In Your Eyes» - 4:30

## Posición en las listas
El sencillo permaneció 7 semanas en el chart alemán desde el 24 de noviembre de 2003 al 18 de enero de 2004. Alcanzó el N.º17 como máxima posición.
| Listas (2003) | Máxima posición |
| ------------- | --------------- |
| Alemania      | 17              |
| Austria       | 57              |
| Rusia         | 1               |

## Créditos
- Productor: Peter Ries
- Letra: Benjamin Boyce
- Música: Benjamin Boyce
- Guitarra: Reinhard Besser
- Grabación de Guitarra: Dirk Kurok
- Teclados: Peter Ries
- Programación: Peter Ries
- Coros: Franco Leon y George Liszt
- Fotografía – Guido Karp